# 張曉岩
張曉岩，女，（1978年—），是中國大陸的武術國手，專長項目是散打，在國內比賽是代表吉林省隊。

## 獲獎紀錄
- 2005年澳門東亞運女子武術52公斤級散打金牌